# Juuso Hietanen
Juuso Hietanen (Hämeenlinna, 14 de junho de 1985) é um jogador de hóquei no gelo finlandês. Atualmente joga pelo HC Ambrì-Piotta da National League (NL).
Hietanen fez sua estreia na SM-liiga pelo HPK durante a temporada 2003-04 e, dois anos depois, tornou-se um jogador regular da equipe. Em 2007 ele se mudou para a Suécia para jogar no Brynäs IF e, para a temporada 2010-11, assinou com outro time sueco, HV71. Nos Jogos Olímpicos de Inverno de 2022 em Pequim, conquistou a medalha de ouro no torneio masculino.